# Yu Shao
Sun Shao (chinesisch 孫韶, Pinyin Sūn Sháo), Geburtsname Yu Shao (* um 188; † 242), war ein General der Wu-Dynastie zur Zeit der drei Reiche im alten China.
Sein leiblicher Vater war der ältere Bruder von Yu He. Yu Shao wurde später von Sun Ce adoptiert. Nach Sun Hes Tod übernahm er dessen Kommandantur und beeindruckte Sun Quan mit seinen Fähigkeiten. Er führte später eine Armee gegen eine Invasion Cao Pis und schlug diesen erfolgreich zurück.

## Nachkommen
Sun Shao hinterließ drei Söhne:
- Sun Kai
- Sun Yue (diente als Linker General)
- Sun Yi